# Petronas FP1
Petronas FP1 – malezyjski model motocykla wyprodukowany w 2005 roku przez przedsiębiorstwo petrochemiczno-gazowe Petronas, a właśc. przez zespół Foggy Petronas Racing, który powstał z inicjatywy Carla Fogarty'ego przy wsparciu firmy Petronas.

## Właściwości motocykla
- Silnik – 3-cylindrowy rzędowy, 12 zaworów.
- Pojemność skokowa silnika – 899,5 cm³.
- Prędkość maksymalna – 264 km/h.
- Moc maksymalna – 127,4 KM przy 10 000 obr./min.
- Średnica cylindra – 88 mm.
- Skok tłoka – 49,3 mm.
- Stopień sprężania – 11,8:1.
- Maks. moment obrotowy – 92 Nm przy 9700 obr./min.

## Produkcja
Pierwszą partię 75 egzemplarzy wyprodukowano w Wielkiej Brytanii.